# Pulvermühle (Ruppichteroth)
Pulvermühle ist ein Ortsteil der Gemeinde Ruppichteroth im Rhein-Sieg-Kreis in Nordrhein-Westfalen.

## Geographie
Die Ansiedlung liegt im Bröltal. Nachbarorte sind Schönhausen (Nümbrecht) sowie Neuroth (Nümbrecht) im Norden, Niederpropach und Propach im Südosten, Velken im Südwesten und Oeleroth im Westen. Der Ort ist über die Bundesstraße 478 erreichbar.

## Geschichte
Laut Balkeninschrift des Hauses Nr. 1 wurde dieses 1725 errichtet. Bis 1853 war hier die namensgebende Pulvermühle in Betrieb. 1797 bat Peter Unger als Eigentümer den Kurfürsten von Berg um Erlassung der Steuern. 1847 war die Mühle im Besitz der Brüder Rödder. Es wurden fünf Arbeiter beschäftigt, von denen mehrere bei einer Explosion ums Leben kamen. 1853 stellte Heinrich Rödder den Antrag, die Mühle in eine Fruchtmühle und Knochenstampfe umzubauen.
1910 war für die Pulvermühle nur der Haushalt des Maurers Heinrich Piller verzeichnet.